# Josia flammata
Josia flammata är en fjärilsart som beskrevs av Paul Dognin 1909. Josia flammata ingår i släktet Josia och familjen tandspinnare. Inga underarter finns listade i Catalogue of Life.